# Loubaresse (Ardèche)
Loubaresse é uma comuna francesa na região administrativa de Auvérnia-Ródano-Alpes, no departamento de Ardèche. Estende-se por uma área de 8,99 km². Em 2010 a comuna tinha 45 habitantes (densidade: 5 hab./km²).